# محوطه تنگ بردنجان
محوطه تنگ بردنجان مربوط به دوره نوسنگی - عصر مس است و در شهرستان فارسان، بخش مرکزی، دهستان میزدج سفلی، ۱/۱ کوچه مشرق شهر پردنجان واقع شده و این اثر در تاریخ ۲۷ اسفند ۱۳۸۷ با شمارهٔ ثبت ۲۶۵۵۶ به‌عنوان یکی از آثار ملی ایران به ثبت رسیده است.